# Golden Globe per il miglior film promotore di Amicizia Internazionale
Il Golden Globe per il miglior film promotore di Amicizia Internazionale venne assegnato alla miglior film promotore di Amicizia Internazionale dalla HFPA (Hollywood Foreign Press Association). È stato assegnato dal 1946 al 1964.

## Vincitori e candidati
L'elenco mostra il vincitore di ogni anno, seguito dagli altri candidati. Per ogni film sono indicati titolo italiano (se disponibile), titolo originale e regista.

### 1940
- 1946
  - The House I Live In (The House I Live In), regia di Mervyn LeRoy
- 1947
  - L'ultima speranza (Die Letzte Chance), regia di Leopold Lindtberg (Svizzera)
- 1949
  - Odissea tragica (The Search), regia di Fred Zinnemann

### 1950
- 1950
  - Cuore solitario (The Hasty Heart), regia di Vincent Sherman
  - Monsieur Vincent (Monsieur Vincent), regia di Maurice Cloche (Francia)
- 1951
  - L'amante indiana (Broken Arrow), regia di Delmer Daves
  - La città assediata (The Big Lift), regia di George Seaton
  - The Next Voice You Hear (The Next Voice You Hear...), regia di William A. Wellman
- 1952
  - Ultimatum alla Terra (The Day the Earth Stood Still), regia di Robert Wise
- 1953
  - Tutto può accadere (Anything Can Happen), regia di George Seaton
  - Destinazione Budapest (Assignment: Paris), regia di Robert Parrish
  - Ivanhoe (Ivanhoe), regia di Richard Thorpe
- 1954
  - Per ritrovarti (Little Boy Lost), regia di George Seaton
- 1955
  - La lancia che uccide (Broken Lance), regia di Edward Dmytryk
- 1956
  - L'amore è una cosa meravigliosa (Love Is a Many-Splendored Thing), regia di Henry King
- 1957
  - Inno di battaglia (Battle Hymn), regia di Douglas Sirk
  - La più grande corrida (The Brave One), regia di Irving Rapper
  - La legge del Signore (Friendly Persuasion), regia di William Wyler
  - Il re ed io (The King and I), regia di Walter Lang
  - La casa da tè alla luna d'agosto (The Teahouse of the August Moon), regia di Daniel Mann
- 1958
  - Destinazione Parigi (The Happy Road), regia di Gene Kelly
- 1959
  - La locanda della sesta felicità (The Inn of the Sixth Happiness), regia di Mark Robson
  - La parete di fango (The Defiant Ones), regia di Stanley Kramer
  - Io e il colonnello (Me and the Colonel), regia di Peter Glenville
  - Tempo di vivere (A Time to Love and a Time to Die), regia di Douglas Sirk
  - I giovani leoni (The Young Lions), regia di Edward Dmytryk

### 1960
- 1960
  - Il diario di Anna Frank (The Diary of Anne Frank), regia di George Stevens
  - La storia di una monaca (The Nun's Story), regia di Fred Zinnemann
  - Strategia di una rapina (Odds Against Tomorrow), regia di Robert Wise
  - L'ultima spiaggia (On the Beach), regia di Stanley Kramer
  - L'orma del gigante (Take a Giant Step), regia di Fred Zinnemann
- 1961
  - Hand in Hand (Hand in Hand), regia di Philip Leacock
  - La guerra segreta di suor Katryn (Conspiracy of Hearts), regia di Ralph Thomas
- 1962
  - Il molto onorevole ministro (A Majority of One), regia di Mervyn LeRoy
  - Ponte verso il sole (Bridge to the Sun), regia di Étienne Périer
  - Vincitori e vinti (Judgment at Nuremberg), regia di Stanley Kramer
- 1963
  - Il buio oltre la siepe (To Kill a Mockingbird), regia di Robert Mulligan
  - I due nemici (The Best of Enemies), regia di Guy Hamilton
  - La pelle che scotta (The Interns), regia di David Swift
- 1964
  - I gigli del campo (Lilies of the Field), regia di Ralph Nelson
  - Il ribelle dell'Anatolia (America, America), regia di Elia Kazan
  - Capitan Newman (Captain Newman, M.D.), regia di David Miller
  - Il cardinale (The Cardinal), regia di Otto Preminger
  - I guai di papà (A Global Affair), regia di Jack Arnold